# Leucadendron
Leucadendron és un gènere d'angiospermes de la família de les proteàcies (Proteaceae) endèmic d'Àfrica del Sud on forma part important de la vegetació de l'ecoregió fynbos.

## Característiques
Les espècies del gènere Leucadendron són arbusts, de fins a 3 m d'alt, de fulla persistent o arbrets de fins a 16 m d'alt. Les fulles estan cobertes d'una pilositat cerosa de vegades platejada, precisament Leucadendron literalment significa "arbre blanc". Les infructescències són estructures similars a les pinyes i contenen nombroses llavors.

## Algunes espècies
Conté 114 espècies.
|  | - Leucadendron dregei - Leucadendron dubium - Leucadendron elimense - Leucadendron ericifolium - Leucadendron eucalyptifolium - Leucadendron flexuosum - Leucadendron floridum - Leucadendron foedum - Leucadendron galpinii - Leucadendron gandogeri - Leucadendron glaberrimum - Leucadendron globosum - Leucadendron grandiflorum - Leucadendron gydoense - Leucadendron immoderatum - Leucadendron lanigerum - Leucadendron laureolum - Leucadendron laxum - Leucadendron levisanus - Leucadendron linifolium - Leucadendron loeriense | - Leucadendron loranthifolium - Leucadendron macowanii - Leucadendron meridianum - Leucadendron meyerianum - Leucadendron microcephalum - Leucadendron modestum - Leucadendron muirii - Leucadendron nervosum - Leucadendron nitidum - Leucadendron nobile - Leucadendron olens - Leucadendron orientale - Leucadendron osbornei - Leucadendron platyspermum - Leucadendron pondoense - Leucadendron procerum - Leucadendron pubescens - Leucadendron pubibracteolatum - Leucadendron radiatum - Leucadendron remotum - Leucadendron roodii | - Leucadendron rourkei - Leucadendron rubrum - Leucadendron salicifolium - Leucadendron salignum - Leucadendron sericeum - Leucadendron sessile - Leucadendron sheilae - Leucadendron singulare - Leucadendron sorocephalodes - Leucadendron spirale - Leucadendron spissifolium - Leucadendron stellare - Leucadendron stelligerum - Leucadendron strobilinum - Leucadendron teretifolium - Leucadendron thymifolium - Leucadendron tinctum - Leucadendron tradouwense - Leucadendron uliginosum - Leucadendron verticillatum - Leucadendron xanthoconus |

## Galeria fotogràfica

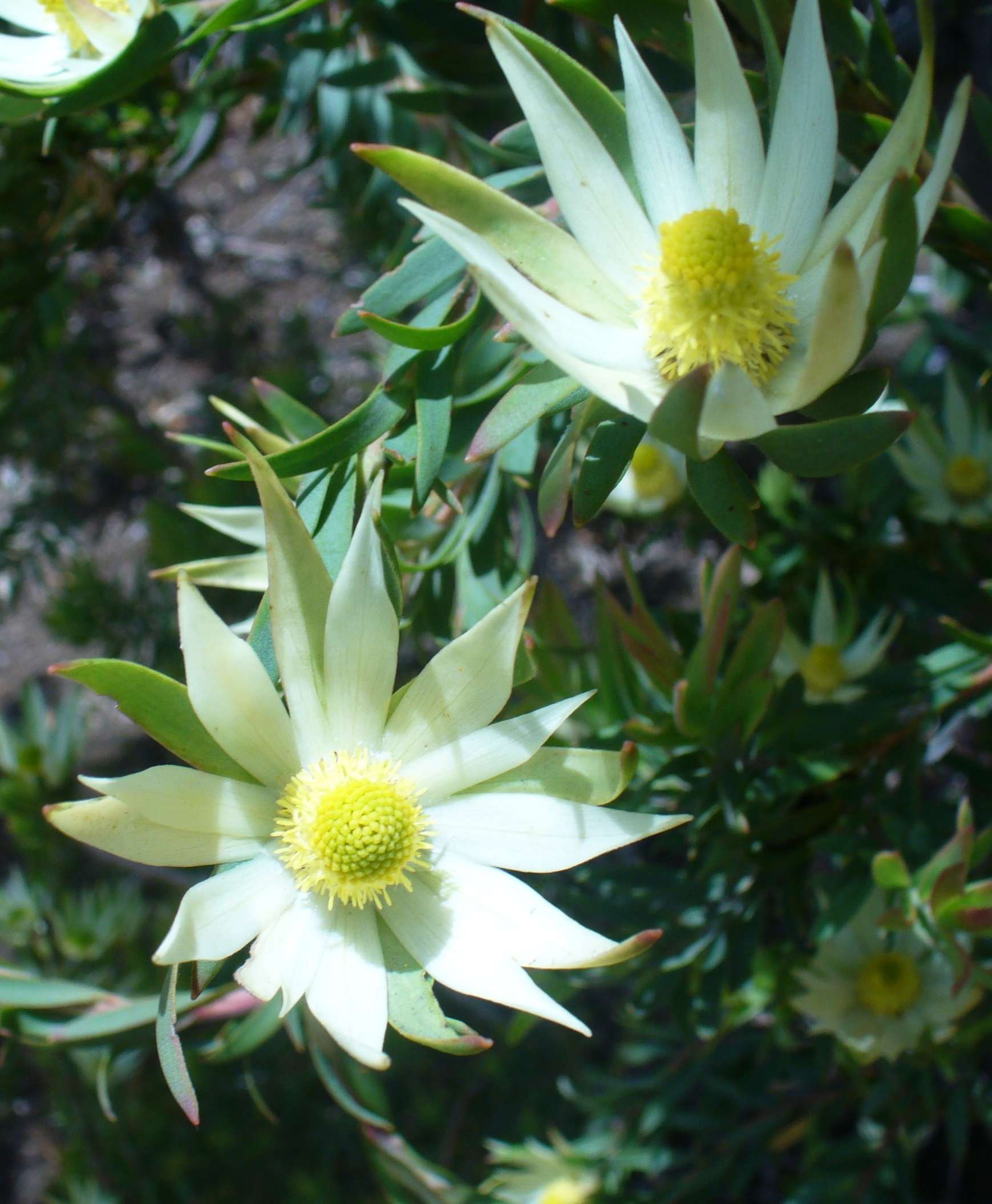
Leucadendron loriense
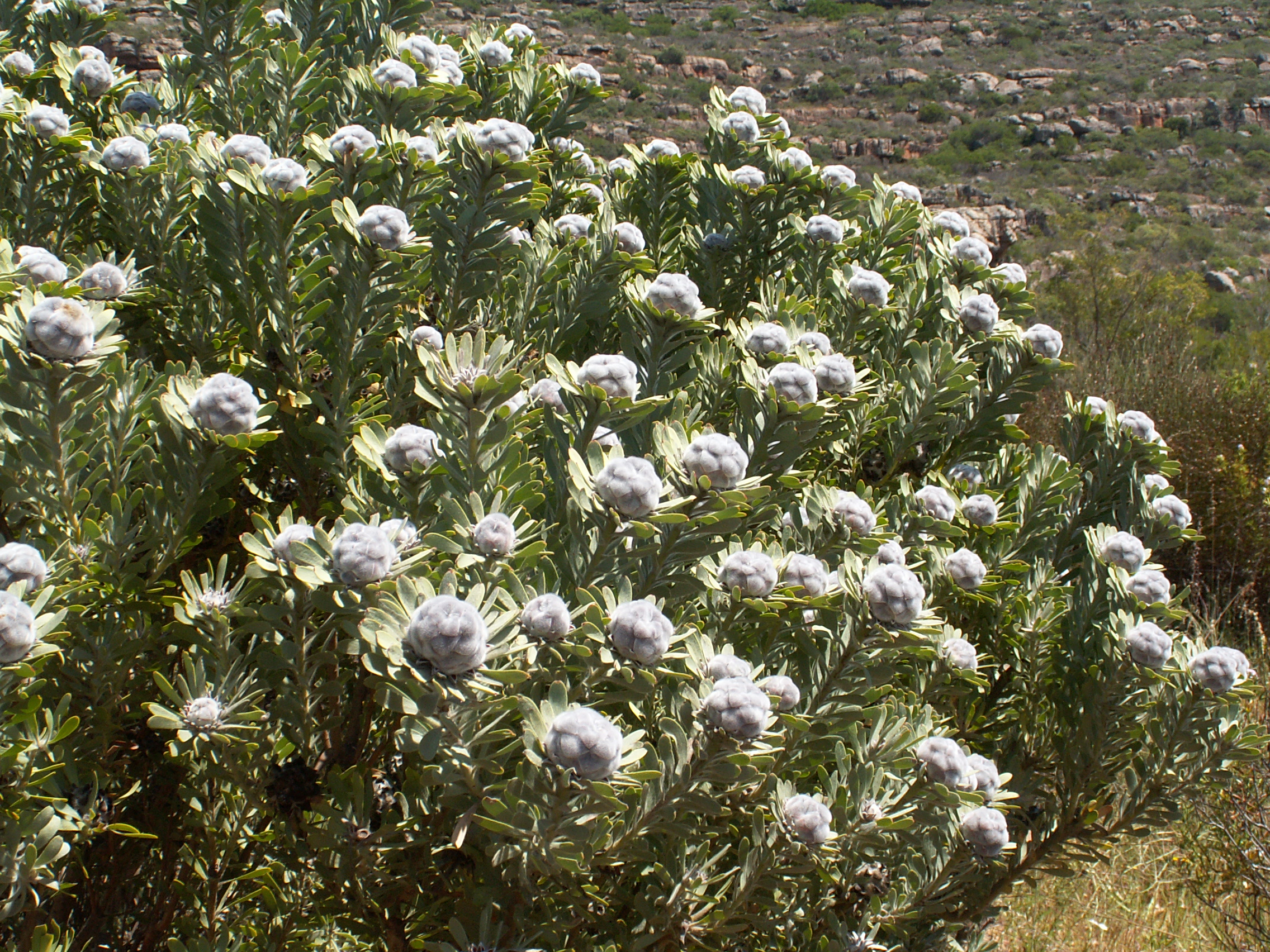
Leucadendron pubescens
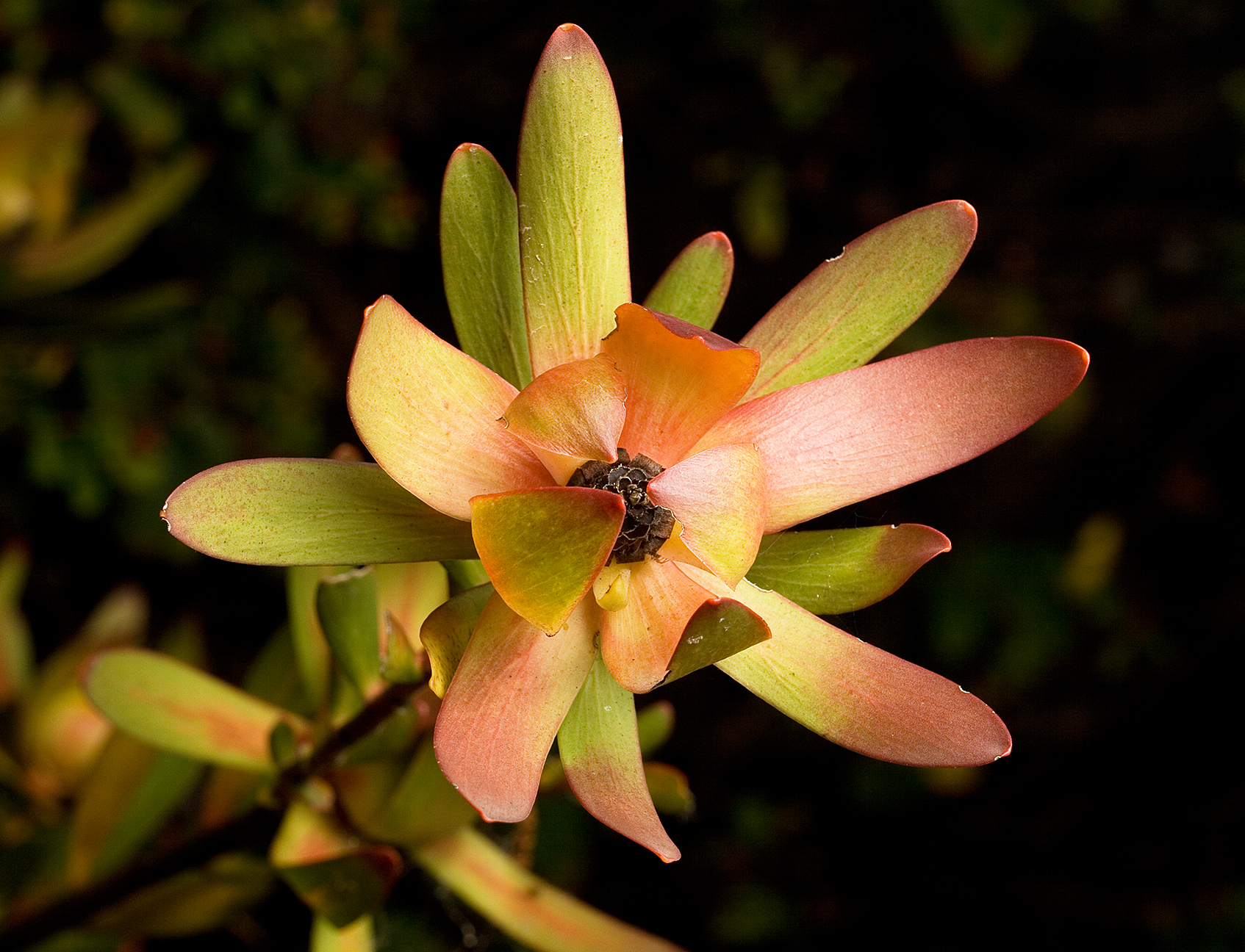
Leucadendron salignum